# 北村隆志
北村 隆志（きたむら たかし、1953年〈昭和28年〉12月9日 - ）は、日本の運輸・国土交通官僚。

## 来歴
兵庫県出身。六甲学院高等学校（29期）を経て、1976年（昭和51年）、京都大学法学部を卒業。同年4月、運輸省に入省。入省後、運輸省大臣官房文書課企画官、近畿運輸局企画部長、航空局飛行場部新東京国際空港課長、鉄道局財務課長、国土交通省政策統括官付政策調整官、国土交通省大臣官房参事官（会計）、同会計課長、航空局管制保安部長、国土交通省大臣官房総括審議官、国土交通省総合政策局次長などを歴任。
2008年（平成20年）7月4日、鉄道局長に就任。
2009年（平成21年）7月24日、国土交通省大臣官房長に就任。
2010年（平成22年）8月10日、国土交通省総合政策局長に就任。
2011年（平成23年）9月16日、国土交通審議官に就任。
2012年（平成24年）9月11日、海上保安庁長官に就任。就任当日に尖閣諸島である魚釣島、北小島、南小島の3島が国有化し、北村はこれを受けて尖閣諸島の領海警備に意欲を示し、領有権を主張する中国や台湾の公船、漁船が尖閣諸島に侵入する事態に際しては、船艇や航空機を全国から動員するなどの対応を取った。平成25年度の予算概算請求では船艇や航空機の整備のほか、海上保安庁職員の400人増員、那覇海上保安部の新設などを要求した。
2013年（平成25年）8月1日、国土交通省を退職。同月5日、内閣官房内閣審議官（内閣官房副長官補付） 兼内閣官房国土強靭化推進室次長に就任。在任中、国土強靭化基本法が成立した。2014年（平成26年）7月14日、辞職。同年10月、大阪国際空港ターミナル株式会社特別顧問に就任。
2015年（平成27年）10月1日、鉄道建設・運輸施設整備支援機構（以下、鉄道・運輸機構）理事長に就任。
2018年（平成30年）4月1日、鉄道・運輸機構理事長に再任。2020年（令和2年）12月22日、北陸新幹線の金沢駅 - 敦賀駅間の延伸を巡って、開業が延期することに対し、建設主体の鉄道・運輸機構が国土交通省から業務改善命令を受けた。これを受けて北村は理事長を引責辞任する意向を示し、2021年（令和3年）1月5日、辞任。
2025年（令和7年）春の叙勲で瑞宝重光章を受章した。